# Dorotheanthus maughanii
Dorotheanthus maughanii es una especie de planta suculenta perteneciente a la familia de las aizoáceas. Es originaria de Sudáfrica.

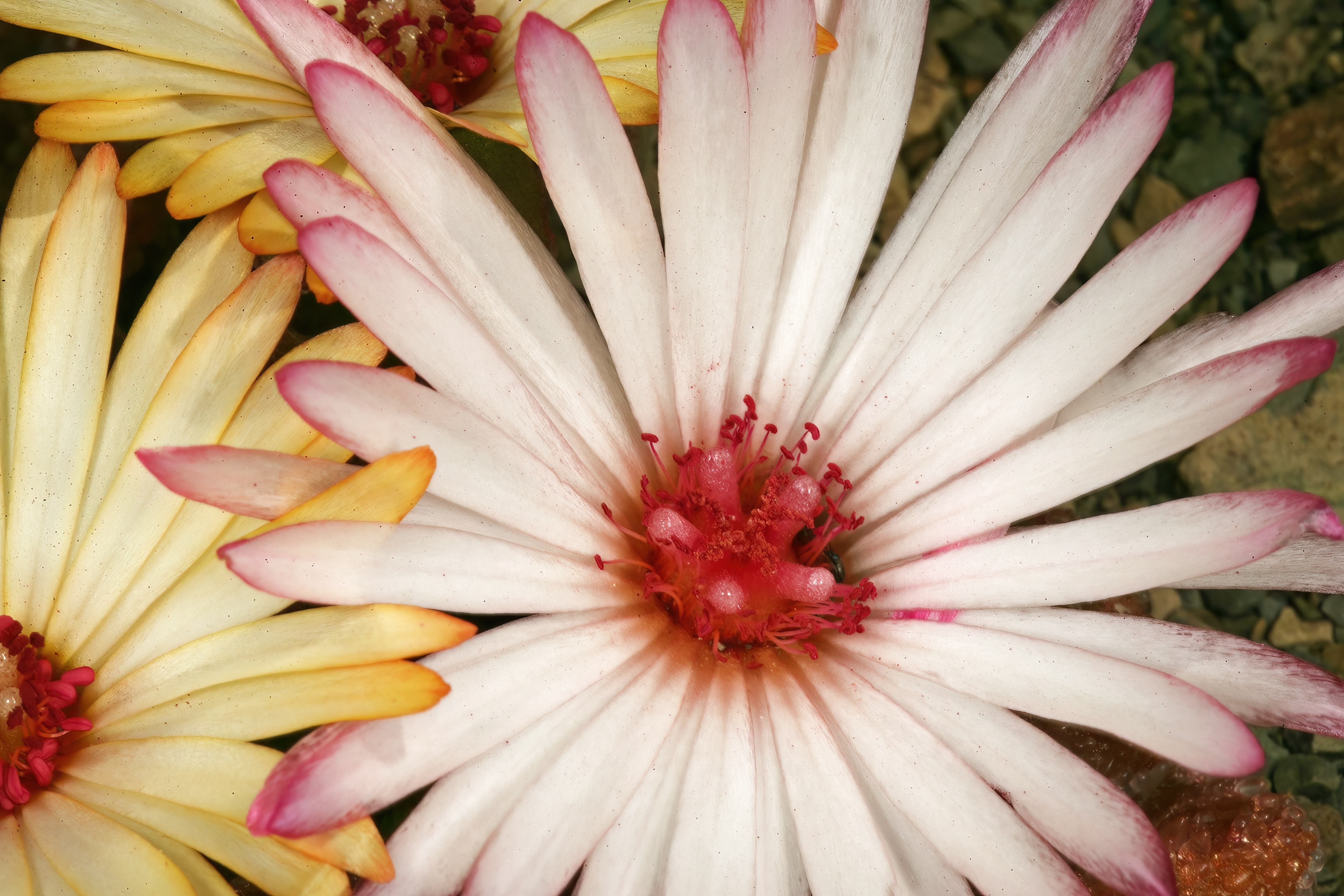
Detalle de la flor

## Descripción
Es una pequeña planta suculenta,  perennifolia que alcanza un tamaño de 4 cm de altura a una altitud de 900 - 1600 metros en Sudáfrica.

## Taxonomía
Dorotheanthus maughanii fue descrita por (N.E.Br.) Ihlenf. & Struck, y publicado en Beitrage zur Biologie der Pflanzen 61: 441. 1986[1987].
Etimología
Dorotheanthus: nombre genérico otorgado por el botánico alemán Martin Heinrich Gustav Schwantes en honor de su madre Dorotea.
maughanii: epíteto
Sinonimia
- Pherolobus maughanii var. maughanii (1928)
- Pherolobus maughanii N.E.Br. (1928)
- Pherolobus maughanii var. stayneri L.Bolus[2][3]